# Marienkloster
Marienklöster sind der Gottesmutter Maria gewidmete Klöster. Dazu zählen:

## Ägypten
- Kloster der Syrer, Dair as-Suryan, ein Marienkloster, Sketische Wüste

## Deutschland
- Marienkloster, Ansbach
- Kloster Maria Himmelfahrt, Bamberg
- Kloster Benden
- Kloster Mariengarden, Borken-Burlo
- Marienkloster (Gandersheim)
- Kloster Helfta
- Kloster Ingolstadt
- Kloster Marienstern bei Mühlberg
- Kloster St. Marienstern, Oberlausitz
- Kloster Sankt Marien auf dem Löbenicht, Königsberg
- Marienkloster Lippstadt
- Kloster Marienwerder
- Kloster St. Marien Stade
- Kloster Mariensande, Straelen
- Kloster St. Marien, Trier
- Kloster St. Maria, Volkach
- Kloster Thron, Wehrheim

## Griechenland
- Kera Kardiotissa, Kreta
- Kloster Isova, Peloponnes

## Irland
- Kloster Ballindoon, County Sligo
- Kloster Ballinrobe, County Mayo

## Italien
- Kloster Santa Maria Altofonte
- Kloster Santa Maria della Vittoria
- Kloster Santa Maria dell’Arco
- Kloster Santa Maria in Strada
- Kloster Santa Maria Incoronata

## Niederlande
- Kloster Maria von den Engeln (Bleijerheide/Kerkrade)

## Norwegen
- Kloster Tautra

## Polen
- Kloster Grüssau, ehem. Zisterzienserabtei in Krzeszów, Woiwodschaft Niederschlesien
- Kloster Jasna Góra in Częstochowa
- Kloster Himmelwitz, ehem. Zisterzienserabtei in Jemielnica, Woiwodschaft Oppeln
- Kloster Koronowo, ehem. Zisterzienserabtei in Koronowo (Krone an der Brahe), Woiwodschaft Kujawien-Pommern
- Kloster Marienkron, ehem. Kartäuserkloster in Darłowo (Rügenwalde), Woiwodschaft Westpommern
- Kloster Marienwalde, ehem. Zisterzienserabtei in Bierzwnik, Woiwodschaft Westpommern
- Kloster Przemęt (Mariensee), ehem. Zisterzienserabtei in Przemęt, Woiwodschaft Großpolen
- Kloster Sulejów, Zisterzienserabtei in Sulejów, Woiwodschaft Łódź

## Portugal
- ehemaliger Convento de Nossa Senhora da Conceição

## Rumänien
- Kloster Maria Radna
- Kloster Moldovița
- Kloster Nicula
- Franziskanerkloster Șumuleu Ciuc

## Schweiz
- Kloster Rüti
- Kloster Mariastein

## Spanien
- Kloster Santa María la Real (Aguilar de Campoo)
- Kloster Santa María de San Salvador (Cañas)
- Kloster Santa Maria de l’Estany
- Kloster Montserrat

## Tschechien
- Kloster Mariánská (Mariasorg), ehem. Kapuzinerkloster bei Jáchymov (St. Joachimsthal)

## Türkei
- Kloster St. Maria von Percheio (Ysotis), ehem. Zisterzienserinnenkloster im Lateinischen Kaiserreich, Konstantinopel

## Weitere
- Abbaye d’Ardenne
- Surb-Astwazazin-Kloster